# AmericanConnection
AmericanConnection was een regionale luchtvaartmaatschappij, die onderdeel uitmaakte van de Amerikaanse luchtvaartmaatschappij American Airlines. De maatschappij bestond tot 2014.
- Chautauqua Airlines, vliegt naar 13 bestemmingen met 15 Embraer ERJ 140 vliegtuigen
- Trans States Airlines, vliegt naar 21 bestemmingen met Embraer ERJ 145 vliegtuigen.

## Bestemmingen
AmericanConnection vliegt non-stop van en naar St. Louis, Missouri's Lambert-Saint Louis International Airport naar bestemmingen in de Verenigde Staten. begon in juni 2008, AmericanConnection (Trans States) zal ook gaan vliegen naar American Airlines' hub op Miami International Airport.

### Arkansas
- Fayetteville – Northwest Arkansas Regional Airport (TS)

### Colorado
- Denver – Denver International Airport (TS)

### Connecticut
- Hartford/Windsor Locks/Springfield, Massachusetts – Bradley International Airport (CH, TS)

### Florida
- Jacksonville – Jacksonville International Airport (TS)
- Miami – Miami International Airport (TS) Focus City

### Georgia
- Atlanta – Hartsfield-Jackson Atlanta International Airport (CH, TS)

### Illinois
- Springfield – Abraham Lincoln Capital Airport (TS)

### Indiana
- Indianapolis – Indianapolis International Airport (TS)

### Iowa
- Cedar Rapids – The Eastern Iowa Airport (TS)
- Des Moines – Des Moines International Airport (CH, TS)

### Kansas
- Wichita – Wichita Dwight D. Eisenhower National Airport (CH, TS)

### Louisiana
- New Orleans – Louis Armstrong New Orleans International Airport (TS)

### Maryland
- Baltimore – Baltimore-Washington International Thurgood Marshall Airport (CH, TS)

### Minnesota
- Minneapolis – Minneapolis-St. Paul International Airport (CH)

### Missouri
- St. Louis – Lambert-Saint Louis International Airport (CH, TS) Hub

### New Jersey
- Newark – Newark Liberty International Airport (CH)

### North Carolina
- Charlotte – Charlotte/Douglas International Airport (TS)
- Raleigh – Raleigh-Durham International Airport (TS)

### Ohio
- Columbus – Port Columbus International Airport (TS)
- Dayton – James M. Cox Dayton International Airport (CH)

### Oklahoma
- Oklahoma City – Will Rogers World Airport (TS)

### Pennsylvania
- Philadelphia – Philadelphia International Airport (CH, TS)
- Pittsburgh – Pittsburgh International Airport (TS)

### Tennessee
- Memphis – Memphis International Airport (TS)
- Nashville – Nashville International Airport (CH, TS)

### Texas
- Austin – Austin-Bergstrom International Airport (CH, TS)
- San Antonio – San Antonio International Airport (CH)

### Virginia
- Norfolk – Norfolk International Airport (CH, TS)
- Richmond – Richmond International Airport (TS)
- Washington D.C. area – Washington Dulles International Airport (CH)

### Wisconsin
- Madison – Dane County Regional Airport (TS)
- Milwaukee – General Mitchell International Airport (CH, TS)
- Kentucky
  - Owensboro (Owensboro-Daviess County Regional Airport)
- Missouri
  - Cape Girardeau (Cape Girardeau Regional Airport)
- Tennessee
  - Jackson (McKellar-Sipes Regional Airport)
- Texas
  - Houston (George Bush Intercontinental Airport)